# 生物經濟學 (漁業)
生物經濟學 與早期漁業理論的發展相關，在1950年代中期由加拿大經濟學者Scott Gorden(於1954年) 與Anthony Scott (於1955年)提出。他們的構想為近期得到的生物漁撈模型，起初為Milner Baily Schaefer於1957年的研究，以實證資料推出的數理模型建立漁撈活動與生物成長間的關係並與生態學、環境科學與資源保護作連結。 
這些想法當時在加拿大發展出多元的漁業科學氛圍，並帶動漁業科學和建模在多產與創建的時期中迅速的發展。當中的群體建模與魚群死亡率被介紹給經濟學家，經濟學家獲得新的中介科學建模工具，使其可評估不同漁撈活動的生物與經濟影響與漁業管理決策。

## 外部連結
- Springer Journal of Bioeconomics （页面存档备份，存于）
- Fishery Bioeconomics
- From the Wolfram Demonstrations Project — requires CDF player (free) （页面存档备份，存于）:
  - The Gordon-Schaefer Model （页面存档备份，存于）
  - Bioeconomics of a Discrete Ricker Model with Delayed Recruitment （页面存档备份，存于）
  - Surplus Production Models and Equilibrium Harvest （页面存档备份，存于）
  - Maximizing the Present Value of Resource Rent in a Gordon-Schaefer Model （页面存档备份，存于）